# 第126步兵師 (德國國防軍)
德國國防軍陸軍第126步兵師（德語：126. Infanterie-Division）是納粹德國國防軍陸軍的一個步兵師。該師於1940年10月在明斯特組建。
該師組建後，首次作戰為參與1941年6月的巴巴羅薩行動。此後該師一直在東線作戰。
該師最後於1945年5月在庫爾蘭口袋被圍投降。

## 註腳
1. ↑  Mitcham（2007年）